# 林日高

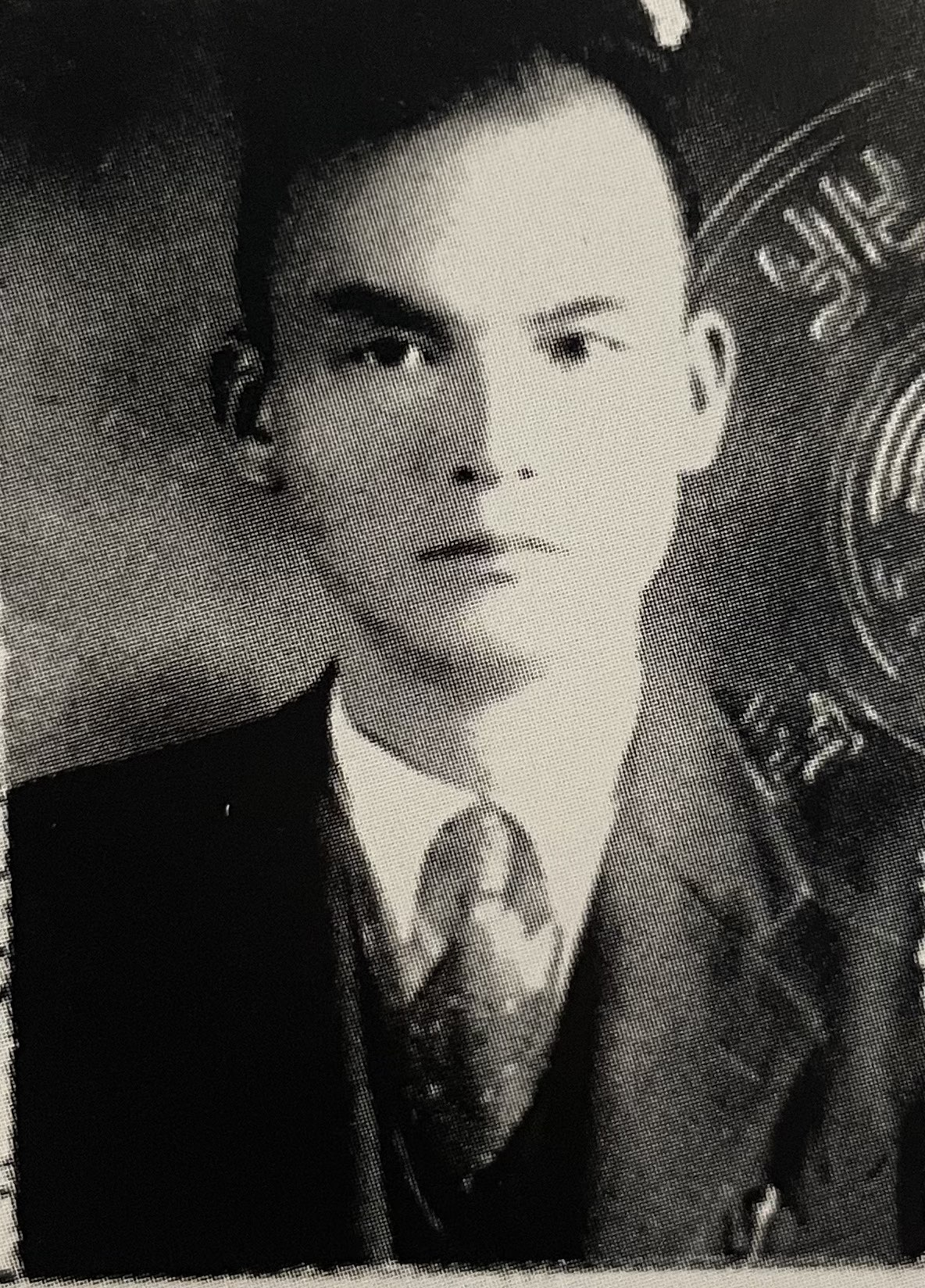
林日高 相

林日高（1904年8月25日—1955年9月17日 ），筆名大漢，臺灣臺北板橋人（今新北市板橋區）人。台灣的社會運動參與者與政治人物，1922年畢業於臺灣商工學校，認同共產主義，立志改變社會不公平的現象，於台灣日治時期任台灣共產黨中央委員，後被總督府判刑6年。戰後國民政府曾任第一屆台灣省議員、台北縣第二屆板橋鎮鎮長、台灣省政府委員，於白色恐怖時期被槍決。

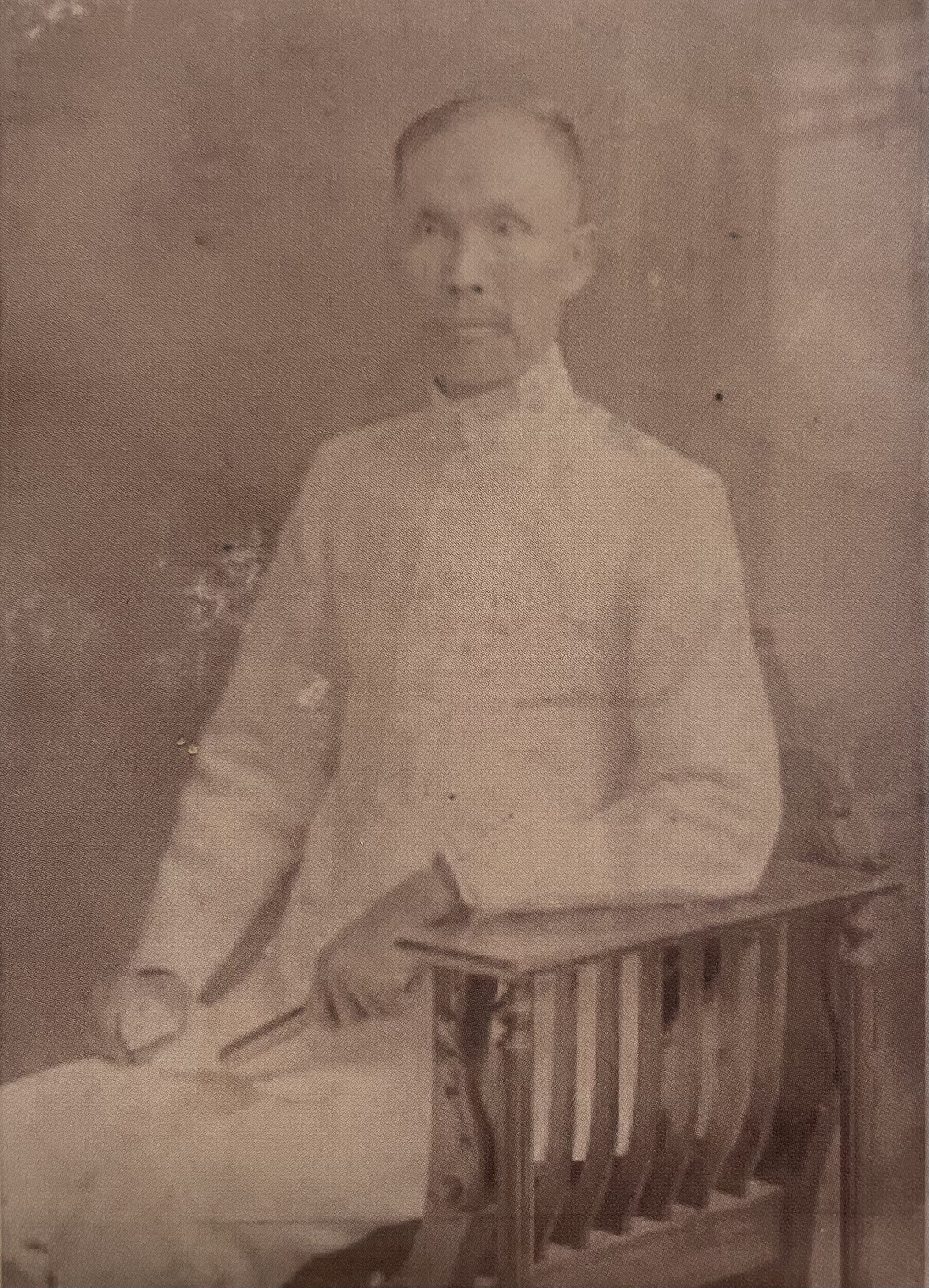
林日高父 林德民

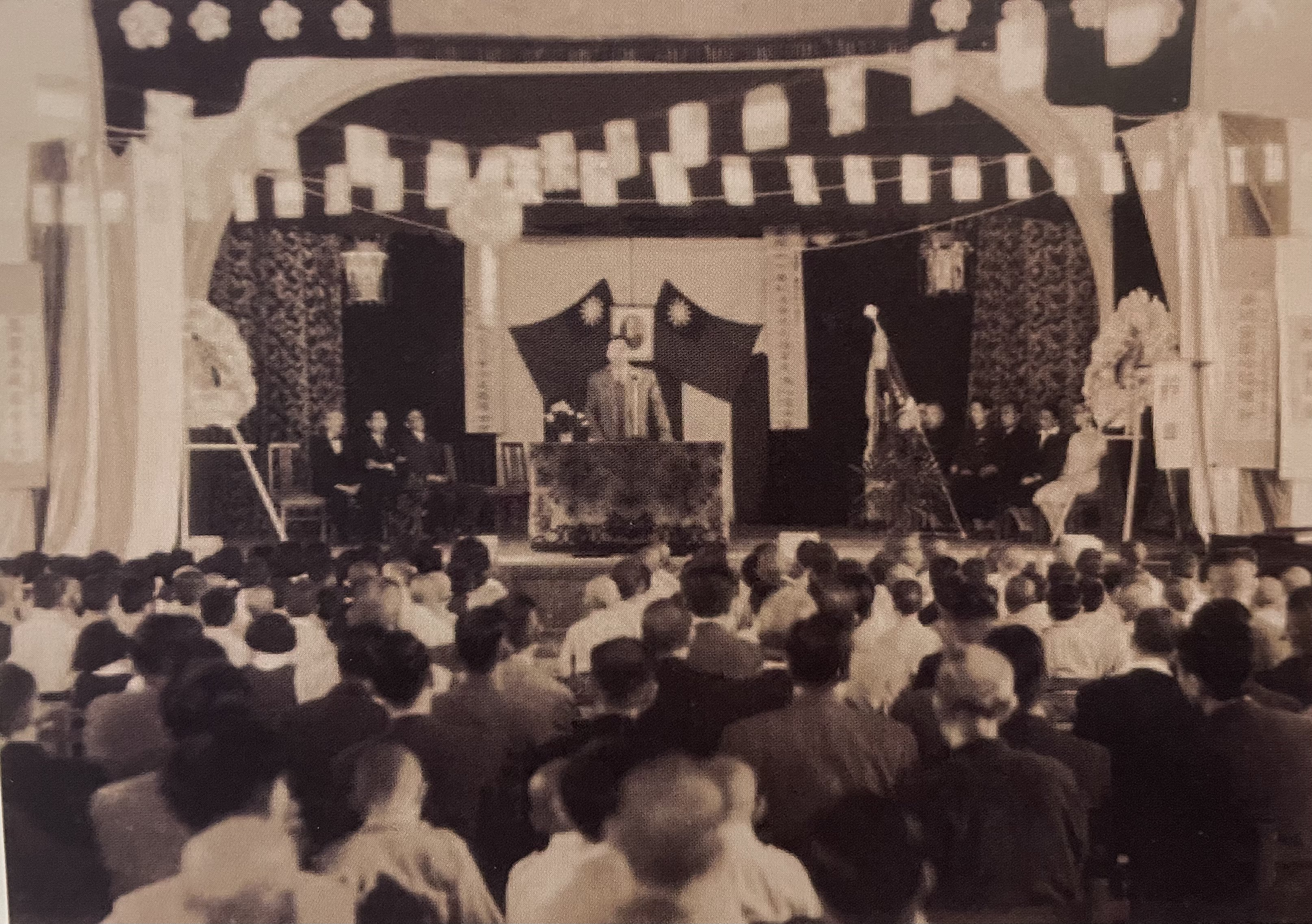
林日高於中山堂演講

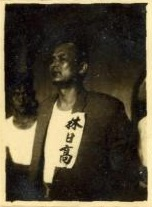
林日高行刑_照

## 簡歷
- 1904年8月25日，出生於臺北縣土城鄉，父親林德民是板橋林家林熊徵 管家，負責管理大溪區陳集成字號[1]，板橋林家主持陳集成墾號時的管事，就是著名的梅鶴山莊林家。
- 1919年就讀財團法人私立台灣商工學校商科。

- 1925年林日高前往中國福建廈門，並且參與船員工會及人力車工會，之後加入中國共產黨。
- 1926年林日高因父喪回到台灣。
- 1928年4月至中國上海參與台灣共產黨建黨運動，林日高更被選為台灣共產黨中央委員，11月任組織部長。林日高與謝雪紅、莊春火等之後於台灣成立中央黨部，並且以化名「林大漢」作為《新高新報》記者之名。 1930年與潘金環結婚。四月，林日高前往上海，與翁澤生有所接觸，要求聯絡中國共產黨或第三國際遠東局，但不為翁澤生等人接受，便回到台灣。林日高由於厭惡共產運動中的派系內鬥，宣佈退出台灣共產黨，台灣共產黨亦以除名處分。
- 1931年9月4日林日高由於參與共產黨活動被檢舉，判處有期徒刑6年。
- 1937年出獄後，至宜蘭太平山經營樟腦油。
- 1945年第二次世界大戰結束之後，台灣為國民政府接收，林日高曾擔任三民主義青年團股長、台灣水利會海山分會主任委員。
- 1946年當選台灣省參議會議員。
- 1947年林日高由於參與二二八事件遭軍警拘押，因與台灣省警務處長王民寧為舊識，王民寧立刻將林日高移交高等法院檢查處，避免被警總拷打。後獲得李友邦保釋。林日高被國家安全局列為回台共產黨員[2]。共產黨員蘇新亦指出他與蕭友山…等為林日高之上級指導員。[3]
- 1948年9月以「自新」開釋，12月10日當選台北縣板橋鎮鎮長。
- 1949年12月林日高出任台灣省政府委員。
- 1950年當選台北縣農會理事長，同時加入中國國民黨。
- 1953年5月22日卸下臺北縣農會理事職務。6月4日，由於台灣省政府改組，林日高辭省府委員一職。
- 1954年12月，林日高被控1949年曾與中國共產黨台灣省工作委員會所領導的外圍組織「民主革命聯盟」有所聯繫而遭逮捕，並於1955年9月17日被槍決。

## 判決
台灣省保安司令部判決
(46)審特字第〇〇四六號 
公訴人：本部軍事檢察官。被告：林日高、男、年五十二歲、台北縣人、業商
主文 ：林日高意圖以非法之方法顛覆政府而著手實行處死刑褫奪公權終身全部財產除酌留其家屬必需生活費外沒收。
裁定：死刑。

## 捐贈
林日高系臺北市開南高級中等學校校友，於學校困難時期與其他校友齊鼎力相助，度過困難。

## 平反
- 2019年2月27日，中華民國促進轉型正義委員會第三批平反，依據促轉會第16次、第18次、第19次委員會議決議，撤銷受難者黃頂君等1050人之刑事有罪判決暨其刑，其中(44)審特字第 46 號，有關林日高意圖以非法之方法顛覆政府而著手實行之有罪判決暨其刑及沒收之宣告正式撤銷[6]。
- 核發名譽回復證書至受難者家屬。

## 紀念
2013年10月北京西山國家森林公園的無名英雄廣場上立有無名英雄紀念碑，為紀念來台灣在1950年代被處決「隱蔽戰線烈士」而設立，林日高銘刻於紀念碑上，為中華人民共和國國家安全部追認之中華人民共和國烈士。